# Liakhi
Liakhi (en rus: Ляхи) és un poble de l'óblast de Vladímir, a Rússia, segons el cens del 2010 tenia 1.448 habitants. Pertany al districte municipal de Mélenki.